# Cuyuna, Minnesota
Cuyuna, Minnesota (енгл. Cuyuna) град је у америчкој савезној држави Минесота.

## Демографија
По попису из 2010. године број становника је 332, што је 101 (43,7%) становника више него 2000. године.
| Група             | 2000.       | 2010.       |
| Белци             | 227 (98,3%) | 324 (97,6%) |
| Афроамериканци    | 2 (0,9%)    | 5 (1,5%)    |
| Азијати           | 0 (0,0%)    | 1 (0,3%)    |
| Хиспаноамериканци | 1 (0,4%)    | 0 (0,0%)    |
| Укупно            | 231         | 332         |